# Basant (film)
Pour plus de détails, voir Fiche technique et Distribution.
Basant (Hindi: बसंत, trad. litt. : Printemps) est un film hindi écrit et réalisé par Amiya Chakrabarty, sorti en 1942. Ce grand succès commercial est connu pour être le premier film de Madhubala.

## Synopsis
Le jeune Babul (Suresh) a repéré une annonce sur un mur du Roop Mahal, le théâtre local dont Meena (Pramila) est la vedette. Ils sont à la recherche de nouveaux talents et Babul vient se présenter plein d'espoir au directeur (Dixit). Mais loin de l'encourager, il le renvoie méchamment. Dalip (Mumtaz Ali) qui a assisté à la scène, prend le garçon en pitié et lui propose de tenter sa chance auprès du propriétaire du théâtre, Janki Prasad (P.F. Pithawala), en emmenant avec lui sa grande sœur Uma (Mumtaz Shanti) si elle chante aussi bien qu'il le dit.  
À la mort de son père, Uma a été recueillie par un vieil oncle acariâtre qui la fait travailler depuis comme  servante. Babul se heurte au vieillard en venant chercher sa sœur. La situation s'envenime et  les voilà à la rue sans autre possibilité que de trouver un engagement auprès de Janki Prasad.  Arrivé à sa porte, Uma et Babul entendent des cris qui viennent de l'intérieur de la maison. Janki reproche bruyamment à son frère Nimal (Ullhas) d'être un bon-à-rien au chômage et le chasse sans ménagement.   
Uma et Babul, effrayés, n'osent pas sonner. Ils sont sur le point de rebrousser chemin quand Nimal les remarque. Il les présente à son frère mais ce dernier refuse même de les entendre. Nirmal leur propose alors de chanter sous les fenêtres de son frère. Janki, séduit, engage Uma sur le champ.  
Son arrivée au théâtre ne se passe pas sans difficultés. Le directeur désavoué n'est pas très heureux de la voir. Meena craint la concurrence d'une autre chanteuse. Pire, elle qui avait des vues sur Nirmal, se rend compte qu'il est en train de fondre pour la nouvelle venue. Enfin, Uma éprouve les plus grandes difficultés à vaincre sa timidité...

## Fiche technique
- Titre : Basant (hindi :बसंत)
- Réalisation : Amiya Chakrabarty
- Scénario : Amiya Chakrabarty
- Dialogues :  J.S. Casshyap
- Photographie : R.D. Mathur
- Direction musicale : Anil Biswas
- Lyrics : P.L. Santoshi
- Chorégraphie : Mumtaz Ali
- Décors : L.H. Choridia
- Costumes : R.H. Kubal
- Son : M.I. Dharamsey
- Montage : Dattaram N. Pai
- Production : Devika Rani
- Chargé de production : Madanrai Vakil
- Société de production : Bombay Talkies
- Pays d’origine :  Raj britannique
- Langue originale : hindi
- Format : Noir et blanc - 35 mm
- Genre : Film dramatique
- Durée : 146 minutes[1]
- Date de sortie : 29 juillet 1942 (Première au Majestic de Bombay)[2]
- License :  domaine public depuis 2002

## Distribution
- Mumtaz Shanti : Uma
- Ullhas[3] : Nirmal Prasad

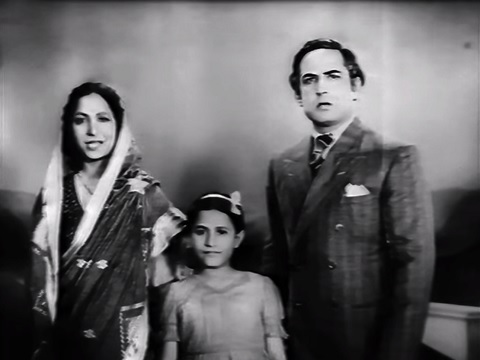
Mumtaz Shanti, Madhubala et Ullhas dans Basant

- P.F. Pithawala : Janki Prasad, frère aîné de Nirmal
- Suresh : Babul, le jeune frère d'Uma
- Pramila : Meena
- Dixit : le directeur du théâtre et père de Meena
- Madhubala (sous le nom de Baby Mumtaz) : Manju, la fille d'Uma et Nirmal
- Mumtaz Ali : Dalip
- Kanu Roy : le comptable qui vient demander le loyer
- Jagannath
- Kamala
- Ganju

## Production
À la mort d'Himanshu Rai en 1940, Devika Rani était devenue contrôleur de la production du studio Bombay Talkies et avait créé deux unités concurrentes en prenant la tête de l'une d'entre-elles. Après Anjaan (1941) qui fut un succès critique et commercial, elle produit Basant en 1942. Le réalisateur, Amiya Chakrabharty, est retenu pour ce qui sera son second film. Il écrit également le scénario qui présente des ressemblances avec celui de La Rose Blanche qui venait de sortir.
L'équipe technique est composée d'employés du studio mais la distribution est originale. Si on retrouve quelques acteurs familiers comme P.F. Pithawala et Mumtaz Ali, l'héroïne Mumtaz Shanti participe pour la première fois à un film hindi. De même, Ullhas qui incarne le héros, n'avait joué que dans des films très mineurs et était inconnu du public. Enfin, Madhubala, créditée sous le nom de Baby Mumtaz, fait sa première apparition à l'écran à l'âge de 9 ans dans le rôle clé de la fille des deux personnages principaux.
Le film est tourné à Malad en avril-mai 1942 sous la supervision étroite de Devika Rani.

## Accueil

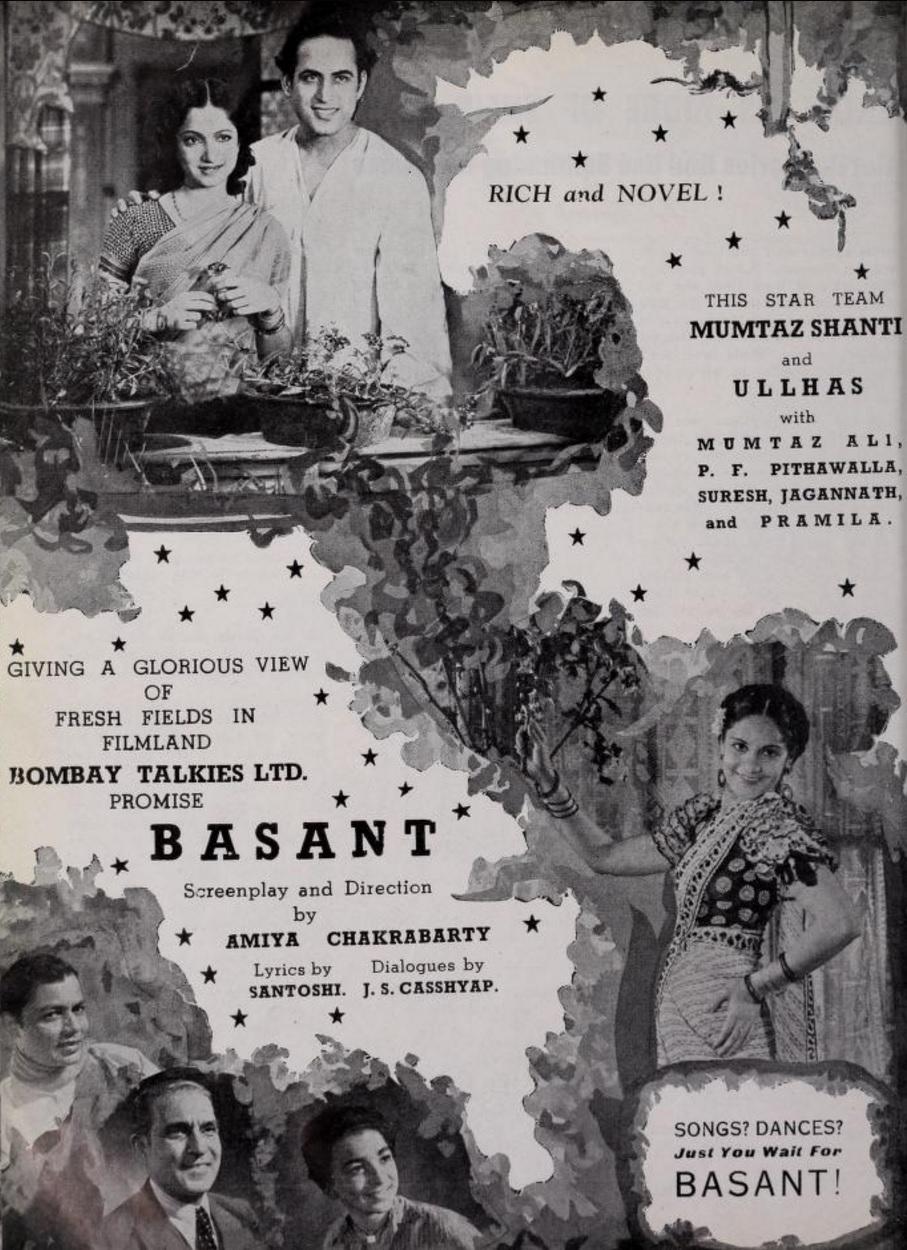
Encart publicitaire pour Basant (avril 1942)

Basant sort en salle le 29 juillet 1942. C'est une réussite aussi bien critique qu'auprès des spectateurs. Il obtient un jubilé de diamant restant à l'affiche sans interruption plus de cent semaines au Majestic de Bombay. Il est même le plus gros succès de l'année au boxoffice, lançant la carrière de Mumtaz Shanti dans le cinéma hindi. En revanche, la réunion du couple vedette qu'elle forme avec Ullhas dans Sawal (1944) sera un échec. De même, la jeune Madhubala devra attendre 1949 et Mahal pour atteindre le firmament..   
La musique obtient également les faveurs du public. Ainsi Ek Choti Si Duniya Re dans son interprétation de Madhubala restera sur toutes les lèvres.    

## Musique
Basant comporte onze chansons écrites par Anil Biswas sur des paroles de P.L. Santoshi. Pannalal Ghose, le beau-frère d'Anil Biswas, est crédité au générique pour des raisons contractuelles mais il ne jouait que dans l'orchestre.
- Balam Dhire Bol Koi Sun Lega - Parul Ghosh, Arun Kumar (3:19)
- Gori Mose Ganga Ke Paar Milna - Parul Ghosh, Arun Kumar (3:49)
- Huaa Kyaa Qusur Jo Hamase Ho Dur - Parul Ghosh (2:17)
- Ek Choti Si Duniya Re - Parul Ghosh (3:05) (version incarnée par Mumtaz Shanti)
- Ek Choti Si Duniya Re - Madhubala (1:27) (version incarnée par Madhubala)
- Tumko Mubarak Ho Oonche Mahal Ye - Parul Ghosh (3:38) (version incarnée par Mumtaz Shanti et Suresh)
- Tumko Mubarak Ho Oonche Mahal Ye - Madhubala (1:58) (version incarnée par Madhubala)
- Ummid Unase Kyaa Thi Aur Kar Wo Kyaa Rahe Hain - Parul Ghosh (3:17)
- Ek Duniya Basa Le Mere Mann - Parul Ghosh, Arun Kumar (2:23)
- Aaya Basant Sakhi - Arun Kumar, Parul Ghosh (4:52)
- Kaantaa Laago Re Sajanavaa Mose Raah Chali Na Jaaye - Parul Ghosh, Arun Kumar (2:08)